# Punto guajiro
Il Punto Guajiro (o Punto Cubano), è uno stile musicale di origini Andaluse evolutosi a Cuba nell'ambito della musica popolare delle province centrali e occidentali del Paese. 

## Storia
In Spagna la guajira cominciò a diventare popolare verso la fine del XVIII secolo, subendo grande influenza dalla cultura musicale delle Canarie. A Cuba si sviluppa e diventa definitivamente celebre cominciando a diffondersi nelle zone rurali come musica contadina (guajira significa proprio contadina).

## Caratteristiche
Si basa più sulle liriche che sulla melodia e gli interpreti sono noti più come poeti che come cantanti. I versi sono sempre scritti in forma di décima e spesso venivano improvvisati sul tema musicale, molto cadenzato. Tipicamente i poeti erano accompagnati da Bandurria o Laud, Legnetti e Güiro. Altri strumenti, come bongo, tres, e chitarrini furono aggiunti in seguito.

## Stili
- Punto Libre (detto anche pinareño o vueltabajero). Proviene dalle province occidentali di Pinar del Río, Matanzas e L'Avana. Il metro è sempre regolare ed è peculiare per il fatto che gli strumenti smettono di suonare quando l'interprete inizia a cantare. Si caratterizza inoltre per un leggero pizzicato del laud o della chitarra.
- Punto Fijo (detto anche Camagüeyano). Ha avuto origine nelle province centrali e si è poi diffuso in quelle orientali. L'accompagnamento musicale segue perfettamente la parte vocale e i motivi sono spesso ripetitivi.
- Segadilla. La sua peculiarità sta nel fatto che la fine della parte musicale non coincide con quella della parte vocale

## La guajira
La guajira è un tipo di canzone cubana appartenente al genere musicale chiamato canción, normalmente interpretato da un singolo musicista che si accompagna con una chitarra. Si caratterizza per l'alternanza di metri musicali in 6/8 e in 3/4, con l'obiettivo di ricreare un effetto simile a quello della música campesina (musica contadina) cubana. Le tematiche  della guajira spesso riguardano la bellezza della provincia cubana e i costumi tipici dei contadini.
È stata affinata e resa celebre soprattutto da Guillermo Portabales, il cui stile elegante è noto come guajira de salón ed è stato acclamato in tutto il sudamerica dagli anni trenta agli anni settanta.